# Galal Abou El-Kheir
Galal el-Din Abdel Meguid Abou el-Kheir (in arabo جلال الدين عبد المجيد ابو الخير‎?; 3 settembre 1927) è un pallanuotista egiziano.

## Biografia
Ha rappresentato l'Egitto ai Giochi olimpici estivi di Helsinki 1952 nel torneo di pallanuoto.
Ai Giochi del Mediterraneo del 1951, ha vinto 1 argento nella pallanuoto.